# Risk pooling
Il risk pooling è un importante concetto relativo alla gestione di una catena di distribuzione. Esso asserisce che la variabilità della domanda si riduce all'aumentare della aggregazione delle scorte. Infatti, se manteniamo le scorte centralizzate in un magazzino queste avranno un consumo più vicino alla media che se avessimo diversi magazzini più piccoli a servire i singoli clienti. Questo avviene per via della compensazione, cioè se c'è, ad esempio, un aumento della domanda da parte di un cliente, potrebbe esserci una diminuzione da un altro. Tutto questo si traduce nella possibilità di diminuire sensibilmente le scorte di sicurezza con dunque un vantaggio economico (meno capitale immobilizzato) per l'azienda.
Lo svantaggio di avere un sistema di distribuzione commerciale centralizzato è che i tempi di consegna si possono rilevare molto elevati. 
In ambito finanziario invece, Il risk pooling ha un altro significato: è un meccanismo tramite il quale un
rischio sopportato a livello individuale viene ripartito
collettivamente oppure può indicare attività di diversificazioni di investimento con lo scopo di supportare le attività del RM (Risk Management) 